# Diga di Musaözü
La diga di Musaözü è una diga della Turchia. Si trova nella provincia di Eskişehir.